# The Idle Race
The Idle Race byla britská rocková skupina z Birminghamu existující pod tímto názvem v letech 1966 až 1972. Má historický význam zejména jako odrazový můstek pro kariéru Jeffa Lynna, později proslaveného jako frontmana Electric Light Orchestra. Krátce byli jejími členy i Roy Wood nebo Dave Walker. I přes dobré kritické ohlasy kapela nedosáhla komerčního úspěchu, oslovila pouze úzký okruh fanoušků oceňujících její unikátní psychedelický styl. Po jejím zániku bylo vydáno několik kompilací, marketingově těžících zejména z pozdější Lynneovy popularity.

## Historie

### Počátky (1959–66)
Kapela se vyvinula z uskupení založeného již roku 1959 pod jménem Billy King and the Nightriders. Mezi tehdejší zakladatele patřili kytarista Dave Pritchard a bubeník Roger Spencer, kteří setrvali v kapele celou další dekádu i přes různé změny názvu, sestavy i stylu. Po odchodu zpěváka Billyho Kinga roku 1962 se skupina přejmenovala na Mike Sheridan and the Nightriders podle nového frontmana, s nímž se jí o dva roky později podařilo dosáhnout podpisu nahrávací smlouvy s EMI. Dalšími novými členy tehdy byli baskytarista Greg Masters a kytarista a skladatel Roy Wood, jenž však na přelomu let 1965 a 1966 odešel do nově utvořené kapely Move, která se stala legendou birminghamské scény.
Během krátkého období bez jasného stabilního frontmana kapela zkrátila název pouze na The Nightriders. Na inzerát hledající sólového kytaristu zareagoval tehdy 18letý Jeff Lynne, který se ukázal být nejen skvělým instrumentalistou, ale i zpěvákem a plodným autorem chytlavých a hravých písní podobných soudobé psychedelické tvorbě Beatles nebo i raných Pink Floyd (se Sydem Barrettem). Ještě roku 1966 se kapela, aby podtrhla změnu stylu, znovu a tentokrát úplně přejmenovala, nejprve na The Idyll Race a nakonec The Idle Race.

### Éra Jeffa Lynna (1967–69)

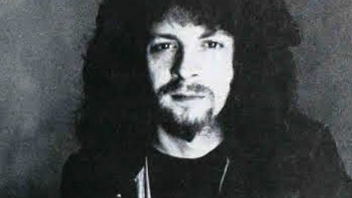
Jeff Lynne

Sestava byla v tomto období následující: sólová kytara Jeff Lynne, doprovodná kytara Dave Pritchard, baskytara Greg Masters a bicí Roger Spencer. Někdejší člen Roy Wood, nyní už hvězda, pomohl kapele s vydáním prvních singlů roku 1967 a 1968, ty však nedosáhly většího úspěchu. V říjnu 1968 The Idle Race vydali pod hlavičkou Liberty Records první album, nazvané The Birthday Party. Autorsky na něm už naprosto dominoval Lynne, který napsal a nazpíval 11 ze 13 písní na desce, pouze jedna byla Pritchardova a ve zbylém případě šlo o krátkou variaci na tradiční popěvek „Happy Birthday“. Lynneovy skladby byly textově i hudebně mimořádně nápadité a plně využívaly jeho rozsáhlého hlasového rejstříku, zatímco Pritchardův styl byl mnohem decentnější a sevřenější.
Zvukově i graficky ambiciózně propracovaná deska dosáhla vřelého přijetí u kritiky, ale v žebříčcích prodávanosti se valně neumístila. Lynne následně odmítl prestižní nabídku na členství v The Move a pustil se tentokrát už sám do produkce druhého alba své kapely, nazvaného prostě Idle Race. Bylo vydáno v září 1969 a obsahovalo 11 písní (z toho devět Lynneových a dvě Pritchardovy). Když ale desku potkal stejný osud jako předešlé počiny The Idle Race, zklamaný Lynne už opakované Woodovo pozvání do The Move (potažmo do chystaného projektu ELO) v lednu 1970 vyslyšel.

### Poslední léta (1970–72)
Pozůstalí členové se rozhodli pokračovat i bez Lynna a na jeho místo přišli kytarista Mike Hopkins a zpěvák Dave Walker. Stále pod křídly Liberty Records nahráli cover písně „In the Summertime“ (Mungo Jerry), se kterou pronikli do Top 10 v Argentině, ale tento nadějný úspěch se ukázal být zenitem v historii kapely. Roku 1971 vydali The Idle Race své třetí album Time Is, kde se autorsky nejvíce podepsal Pritchard, ale podíl měli i Spencer a Walker; dvě z deseti skladeb byly převzaté.
Ani toto album nezískalo větší ohlas a stalo se labutí písní kapely, která se brzy po jeho vydání prakticky rozpadla, neboť z ní odešli všichni až na Grega Masterse. Ten se ještě pokusil značku vzkřísit a sehnal jiné čtyři muzikanty; novým frontmanem se stal Steve Gibbons. Počátkem roku 1972 ale Masters, poslední pamětník starých dob, také odešel a nedlouho poté se z pozůstalé sestavy stal „Steve Gibbons Band“, který je v různých obměnách aktivní dosud (2023).

## Diskografie

### Alba (LP)
- The Birthday Party (1968)
- Idle Race (1969)
- Time Is (1971)

### Singly
- "Here We Go 'Round the Lemon Tree"/"My Father's Son" (1967, vydáno v Evropě a USA)
- "Imposters of Life's Magazine"/"Sitting in My Tree" (1967, vydáno v Británii)
- "The Skeleton and the Roundabout"/"Knocking Nails Into My House" (1968, v Británii)
- "The End of the Road"/"Morning Sunshine" (1968, v Británii)
- "Days of Broken Arrows"/"Worn Red Carpet" (1969, v Británii)
- "Come With Me"/"Reminds Me of You" (1969, v Británii)
- "In the Summertime"/"Told You Twice" (1970, různé státy mimo Británii a USA)
- "Neanderthal Man"/"Victim of Circumstance" (1970, v Kanadě)
- "Dancing Flower"/"Bitter Green" (1971, v Británii)

### Kompilace
- Impostors of Life's Magazine (1974, Kanada)
- A Message from the Country – The Jeff Lynne Years 1968/1973 (1989) – obsahuje také skladby nahrané The Move a ELO
- Best of Idle Race Featuring Jeff Lynne (1990, Británie)
- Back to the Story (1996, znovu 2007)